# Фінал Ліги чемпіонів УЄФА 2005
Фіна́л Лі́ги чемпіо́нів УЄФА́ 2005 ро́ку — фінальний матч розіграшу Ліги чемпіонів УЄФА 2004–2005, 50-го сезону в історії Кубка європейських чемпіонів і 13-го сезону в історії Ліги чемпіонів УЄФА. Матч відбувся 25 травня 2005 року в Стамбулі на Олімпійському стадіоні Ататюрка.

## Передмова
Це вже шостий фінал для англійського клубу «Ліверпуль», до цього вони чотири рази вигравали Кубок у 1977, 1978, 1981 та 1984 роках, і один раз зазнали поразки в 1985 році, який був затьмарений страшною трагедією, внаслідок якої загинули 39 вболівальників. Англійські клуби виключили з єврокубків на 5 років, а «Ліверпуль», фанати якого «відзначилися» на стадіоні, дискваліфікували на шість років.
Для «Мілану» це був десятий фінал, в попередніх шістьох вони здобували перемогу (1963, 1969, 1989, 1990, 1994 та 2003) та тричі програли (1958, 1993 та 1995).
Кожен клуб отримав по двадцять тисяч квитків на матч, ще 7 500 УЄФА реалізував на аукціоні, ще 7 500 отримала Турецька футбольна федерація, доступних для уболівальників Туреччини, але були побоювання, що ці квитки будуть продаватися на чорному ринку. 
«Мілан» вважався фаворитом фіналу, а «Ліверпуль» відповідно аутсайдером.

## Шлях до фіналу
| Команда   | І | В | Н | П | МЗ | МП | РМ | О  |
| --------- | - | - | - | - | -- | -- | -- | -- |
| Мілан     | 6 | 4 | 1 | 1 | 10 | 3  | +7 | 13 |
| Барселона | 6 | 3 | 1 | 2 | 9  | 6  | +3 | 10 |
| Шахтар    | 6 | 2 | 0 | 4 | 5  | 9  | −4 | 6  |
| Селтік    | 6 | 1 | 2 | 3 | 4  | 10 | −6 | 5  |

| Команда    | І | В | Н | П | МЗ | МП | РМ | О  |
| ---------- | - | - | - | - | -- | -- | -- | -- |
| Монако     | 6 | 4 | 0 | 2 | 10 | 4  | +6 | 12 |
| Ліверпуль  | 6 | 3 | 1 | 2 | 6  | 3  | +3 | 10 |
| Олімпіакос | 6 | 3 | 1 | 2 | 5  | 5  | 0  | 10 |
| Депортіво  | 6 | 0 | 2 | 4 | 0  | 9  | −9 | 2  |

## Матч

### Подробиці фіналу
Цей фінал безсумнівно найепічніший в історії Ліги Чемпіонів. Команда Рафаеля Бенітеса пропустила вже на 52 секунді від Паоло Мальдіні, який без проблем завів м'яч у ворота розгубленого Дудека. На 29-ій хвилині Андрій Шевченко забив другий гол, але суддя скасував його через офсайд. На 39-ій хвилині м'яч, здавалося б, потрапив у руку Алессандро Несті у його ж штрафній зоні, однак рефері не призначив пенальті у ворота італійців, незважаючи на бурхливу реакцію вболівальників Ліверпуля. Через хвилину Креспо отримав передачу від Шевченка і в дотик забив - 2:0. П'ять хвилин потому Джеррард втратив м'яч в середині поля, і Кака віддав чудовий розрізний пас на вище згаданого Креспо, який знову вразив ворота англійців. До кінця першого тайму рахунок був 3:0 на користь Мілану, тому навіть найвідданіші вболівальники Ліверпуля здалися та змирилися з тим, що гра закінчена, настільки вже була велика різниця в рахунку та класі.
Не дивлячись на такий рахунок, фанати «мерсисайдців» гучно підтримували свою команду, співаючи славнозвісний You'll Never Walk Alone. На п'ятдесят четвертій хвилині Йон-Арне Ріїсе мав два шанси навісити в штрафний майданчик, один з яких він змарнував. А от з другого разу він віддав пас на Джеррарда, і той головою переправив м'яч у ворота - 1:3. Після цього голу у фанатів почала відроджуватись надія на те, що рахунок можна вирівняти. Ще за дві хвилини Шміцер з вісімнадцяти метрів сильно пробив по воротах - Діда був безсилий. 2:3. Ліверпуль продовжував давити, і ще за кілька хвилин отримав право на пробиття одинадцятиметрового удару. До м'ячу підійшов Хабі Алонсо, який завдав потужного удару в лівий нижній кут. І хоч м'яч було відбито, той же Алонсо головою зіграв на добиванні та забив під перекладину. Після цього моменту гра понвістю вирівнялася. Обидві команди мали хороші моменти, але гра була переведена в екстра-тайм. Оскільки за додаткові 30 хвилин ніхто не забив, післяматчеві пенальті мусили вирішити долю матчу. В серії пенальті Ліверпуль забив три голи і у відповідь отримав тільки два, що означало повернення головного європейського клубного трофею до Англії.

### Протокол
| 25 травня 2005 |

| «Мілан»                     | 3–3      | «Ліверпуль»                        |
| --------------------------- | -------- | ---------------------------------- |
| Мальдіні 1' Креспо 39', 44' | Протокол | Джеррард 54' Шміцер 56' Алонсо 60' |

| «Олімпійський стадіон», Стамбул Глядачів: 69,600 Арбітр: Мануель Мехуто Гонсалес (Іспанія) |

|                                                |       | Пенальті                        |  |
| Сержіньйо · Пірло · Томассон · Кака · Шевченко | 2 – 3 | Гаманн · Сіссе · Ріїсе · Шміцер |  |

| «Мілан» | «Ліверпуль» |

| GK              | 1  | Діда                  |  |      |
| RB              | 2  | Кафу                  |  |      |
| CB              | 31 | Яп Стам               |  |      |
| CB              | 13 | Алессандро Неста      |  |      |
| LB              | 3  | Паоло Мальдіні (к)    |  |      |
| DM              | 21 | Андреа Пірло          |  |      |
| RM              | 8  | Дженнаро Гаттузо      |  | 112' |
| LM              | 20 | Кларенс Зедорф        |  | 86'  |
| AM              | 22 | Кака                  |  |      |
| CF              | 7  | Андрій Шевченко       |  |      |
| CF              | 11 | Ернан Креспо          |  | 85'  |
| Запасні:        |    |                       |  |      |
| GK              | 46 | Крістіан Абб'яті      |  |      |
| DF              | 4  | Каха Каладзе          |  |      |
| DF              | 5  | Алессандро Костакурта |  |      |
| MF              | 10 | Руй Кошта             |  | 112' |
| MF              | 24 | Вікаш Дорасо          |  |      |
| MF              | 27 | Сержіньйо             |  | 86'  |
| FW              | 15 | Йон-Даль Томассон     |  | 85'  |
| Manager:        |    |                       |  |      |
| Карло Анчелотті |    |                       |  |      |

| GK              | 1  | Єжи Дудек           |     |     |
| RB              | 3  | Стів Фіннан         |     | 46' |
| CB              | 23 | Джеймі Каррагер     | 75' |     |
| CB              | 4  | Самі Гююпя          |     |     |
| LB              | 21 | Джимі Траоре        |     |     |
| DM              | 14 | Хабі Алонсо         |     |     |
| RM              | 10 | Луїс Гарсія         |     |     |
| CM              | 8  | Стівен Джеррард (к) |     |     |
| LM              | 6  | Йон Арне Ріїсе      |     |     |
| SS              | 7  | Гаррі К'юелл        |     | 23' |
| CF              | 5  | Мілан Барош         | 81' | 85' |
| Запасні:        |    |                     |     |     |
| GK              | 20 | Скотт Карсон        |     |     |
| DF              | 17 | Хосемі              |     |     |
| MF              | 16 | Дітмар Гаманн       |     | 46' |
| MF              | 18 | Антоніо Нуньєс      |     |     |
| MF              | 25 | Ігор Біщан          |     |     |
| FW              | 9  | Джибріль Сіссе      |     | 85' |
| FW              | 11 | Владімір Шміцер     |     | 23' |
| Manager:        |    |                     |     |     |
| Рафаель Бенітес |    |                     |     |     |

| Гравець матчу UEFA: Стівен Джеррард (Liverpool) Помічники арбітра: Клементе Плоу (Іспанія) Оскар Саманьєго (Іспанія) Четвертий арбітр: Артуро Дауден Ібаньес (Іспанія) | Регламент - 90 хвилин. - 30 хвилин додаткового часу за необхідності. - Серія пенальті за необхідності. - Сім гравців на заміні. - Максимум три заміни. |